# 和歌山県立日高高等学校中津分校
和歌山県立日高高等学校中津分校（わかやまけんりつひだかこうとうがっこうなかつぶんこう）は、和歌山県日高郡日高川町（旧中津村）に所在する公立の高等学校。和歌山県立日高高等学校の分校である。

## 概要
野球の強豪校として1997年の第69回選抜高等学校野球大会（春の甲子園）では、分校として史上初の出場を果たした（1回戦中京大中京に3-6で初戦敗退）。また、全国高等学校野球選手権和歌山大会では常勝校となり、優勝を目指して過去5回決勝戦に進出するも、智辯和歌山と市和歌山商に阻まれ、全国高等学校野球選手権大会（夏の甲子園）は未出場である。

### 校訓
- 自主至誠

## 沿革
- 1949年
  - 3月 - 和歌山県立日高高等学校船着分校（定時制）として設立認可
  - 5月18日 - 開校（旧中津村立高津尾小学校に併設）
- 1954年11月 - 現在地に校舎完成し移転（工費約650万円）
- 1956年
  - 3月 - 全日制課程に変更
  - 9月 - 船着分校を中津分校に改称
- 1982年5月10日 - 校舎改築工事が着工しプレハブの仮校舎に移転
- 1983年3月 - 新校舎が完成し移転（工費約2億9,000万円）
- 1997年8月 - 全国高校分校サミットを中津分校と中津ふれあいドームで開催
- 2000年3月 - 寄宿舎「若鮎寮」が完成

## 設置学科
- 普通科
  - なお、在籍者の大半を野球部員が占める。2023年度は在籍者46人（男44人、女2人）中、42人（男42人、女0人）が野球部員。近年，智辯和歌山に陸上部が新設されたことに伴い，運動部が野球部だけの学校は，県内では本校だけとなった。県外では過去に長野県の塚原青雲（現:松本国際）もそうであった。

## 部活動

### 運動部
- 硬式野球部

### 同好会
- 自然科学同好会

## 著名な出身者
- 垣内哲也 - 元プロ野球選手、史上初の分校出身選手
- 芝﨑和広 - 元プロ野球選手
- 千原淳弘 - 元プロ野球選手
- 木本幸広 - 元プロ野球選手
- 濱矢廣大 - プロ野球選手[2]
- 入山海斗 - プロ野球選手

## アクセス
- JRきのくに線御坊駅下車、車で約30分。または同駅から熊野御坊南海バス日高川線（川原河行き）に乗車、「西原」下車徒歩5分。